# Дагган, Тони
То́ни Да́гган (англ. Toni Duggan; род. 25 июля 1991, Ливерпуль[…]) — английская футболистка, игравшая на позициях атакующего полузащитника или нападающего. Выступала за сборную Англии.

## Карьера
Профессиональную карьеру начала в составе «Эвертона» в 2007 году, получив возможность закрепиться в составе из-за травм нападающих основного состава.
В 2009 году признана лучшей молодой футболисткой Англии.
В 2010 году вместе с «Эвертоном» выиграла Кубок Англии.
28 ноября 2013 года перешла в «Манчестер Сити».
В августе 2015 года стала первой женщиной в истории клуба, получившей приз за лучший гол сезона. За четыре года в «Манчестер Сити» Дагган помогла клубу выиграть титул победительниц Женской Суперлиги 1 и была частью команды, которая выиграла Кубок Английской лиги в 2016 году и Кубке Англии в 2017.
6 июля 2017 года перешла в «Барселону». Вместе с клубом в 2018 году Тони одержала победу в Кубке Испании.

## Сборная
В марте 2007 года дебютировала в сборной до 17 лет, выйдя на замену и забив гол. Затем выступала за команды возрастных категорий до 19, до 20 и до 23 лет.
В день своего 18-летия забила победный мяч в ворота сборной Швеции в финале Евро-2009 среди девушек до 19 лет.
19 сентября 2012 года впервые сыграла за первую сборную Англии.
В 2015 году вошла в состав сборной на чемпионат мира, где англичанки заняли третье место, после чего команда удостоилась приёма у принца Уильяма в Кенсингтонском дворце.

## Статистика выступлений

### Клубная статистика
| Клуб             | Сезон            | Лига | Лига | Кубок | Кубок | Лига чемпионов | Лига чемпионов | Суперкубок Испании | Суперкубок Испании | Кубок Каталонии | Кубок Каталонии | Итого | Итого |
| Клуб             | Сезон            | Игры | Голы | Игры  | Голы  | Игры           | Голы           | Игры               | Голы               | Игры            | Голы            | Игры  | Голы  |
| ---------------- | ---------------- | ---- | ---- | ----- | ----- | -------------- | -------------- | ------------------ | ------------------ | --------------- | --------------- | ----- | ----- |
| Барселона        | 2017/18          | 26   | 11   | 3     | 0     | 6              | 3              | -                  | -                  | 0               | 0               | 35    | 14    |
| Барселона        | 2018/19          | 25   | 9    | 3     | 1     | 9              | 5              | -                  | -                  | 2               | 2               | 39    | 17    |
| Барселона        | Итого            | 51   | 20   | 6     | 1     | 15             | 8              | 0                  | 0                  | 2               | 2               | 74    | 31    |
| Всего за карьеру | Всего за карьеру | 0    | 0    | 0     | 0     | 0              | 0              | 0                  | 0                  | 0               | 0               | 0     | 0     |

## Достижения

### Клуб
Эвертон:
- Обладательница Кубка Премьер-лиги: 2007/08
- Обладательница Кубка Англии: 2009/10

 Манчестер Сити:
- Чемпионка Англии: 2016
- Обладательница Кубка Английской лиги: 2016
- Обладательница Кубка Англии: 2016/17

 Барселона:
- Обладательница Кубка Испании: 2017/18

### Сборная
Англия:
- Бронзовый призёр чемпионата мира: 2015

## Личная жизнь
В 2010 году окончила колледж в Лафборо.
Посол организации по борьбе с расовой дискриминацией «Kick it Out», а также благотворительной организации «Saving Lives».
В мае 2016 года стала первой английской футболисткой, набравшей 100 тысяч подписчиков в «Твиттер».